# لهری، جهلم
لهری (به انگلیسی: Lehri) یک منطقهٔ مسکونی در پاکستان است که در ناحیه جهلم واقع شده‌است.